# 曲江镇 (咸丰县)
曲江镇，原为丁寨乡，是中华人民共和国湖北省恩施土家族苗族自治州咸丰县下辖的一个乡镇级行政单位。2018年撤乡设镇。区划代码改为422826106。

## 行政区划
曲江镇下辖以下地区：
曲江村、黄泥塘村、高坡村、渔塘坪村、湾田村、天上坪村、十字路村、春沟村、桐子园村、万家坝村、杨家寨村、沙子坝村、魏家堡村、土落坪村、唐家沟村、高滩村、马家楼村、土地坪村、岩口村、渔泉口村和高山羊村。